# Despotisme légal

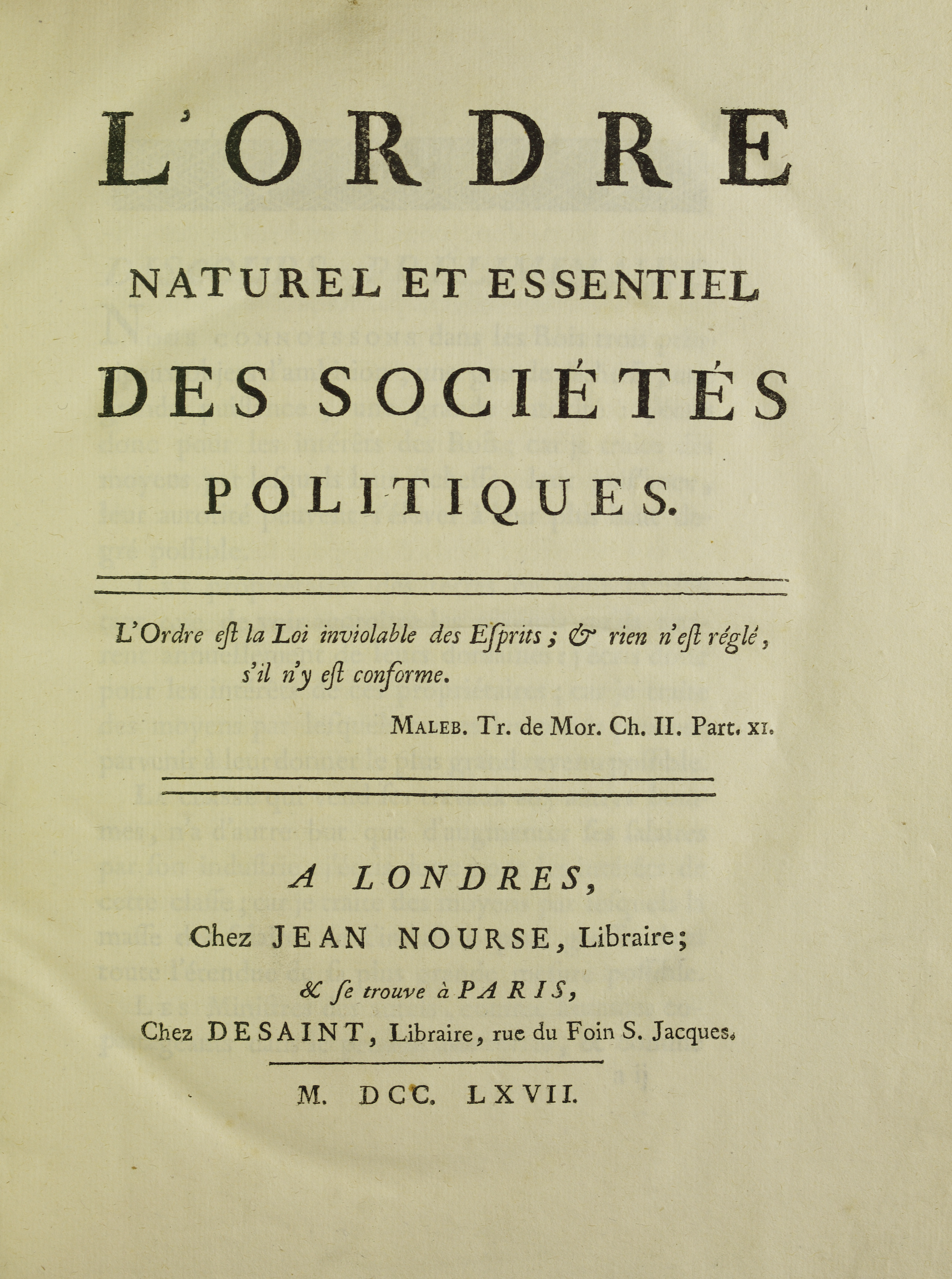
L'Ordre naturel et essentiel des sociétés politiques (1767), traité majeur du "despotisme légal".

Le despotisme légal est la doctrine politique des physiocrates, développée en 1767 par Lemercier de La Rivière dans son traité L'ordre naturel et essentiel des sociétés politiques.

## Définition

### Un gouvernement monarchique
Les physiocrates se prononcent de façon unanime en faveur d'un régime politique monarchiste. Conformément à la théorie de Jean Bodin, ils considèrent que le pouvoir ne peut être exercé que par un souverain absolu. Ils s'opposent ainsi aux gouvernements mixtes, républicains ou arbitraires.

### Un gouvernement soumis aux lois naturelles
Le rôle du souverain physiocratique est de faire respecter les lois naturelles supérieures que sont par exemple la liberté, la propriété et la sûreté, en les traduisant en normes positives. Le « despote légal » s'oppose alors au « despote arbitraire » qui se sert de sa supériorité pour opprimer en édictant des lois positives non conformes aux lois de la nature. Dans la mesure où le pouvoir souverain respecte le droit naturel, il doit être exercé par une autorité unique (un despote au sens propre du mot). La séparation des pouvoirs conçue par Montesquieu est donc considérée comme « funeste ». Comme l'exprime François Quesnay, le chef de l'école physiocratique, dans le Despotisme de la Chine, le despote est le seul à pouvoir être « unique et impartial ».

### Un gouvernement encadré par les magistrats
Dans la théorie du despotisme légal, l'activité législative du prince n'est pas libre. Elle est encadrée dans un cadre légaliste et jusnaturaliste. Obligé de respecter les lois de l'ordre naturel, le souverain est contrôlé par les magistrats judiciaires. Lemercier de La Rivière, dans L'ordre naturel et essentiel des sociétés politiques, propose ainsi un contrôle a priori des « lois à faire » et un contrôle a posteriori des « lois faites ». À ce titre, les physiocrates apparaissent comme les précurseurs du contrôle moderne de constitutionnalité des lois.

## Réception

### Une doctrine majeure du siècle des Lumières
La doctrine du despotisme s'est largement diffusé en France et en Europe grâce au succès de librairie de L'ordre naturel et essentiel des sociétés politiques de Lemercier de La Rivière mais également grâce aux multiples critiques du livre. Outre son accueil par la République des Lettres, l'ouvrage est lu par de nombreux princes comme le margrave Charles-Frédéric de Bade ou Catherine II de Russie. En Suède, il marque profondément le futur roi Gustave III et constitue une des principales sources d'inspiration de son coup d'état d'août 1772.

### «Despotisme légal»: une terminologie controversée
L'expression « despotisme légal » a été immédiatement critiquée par les autres philosophes des Lumières. Jean-Jacques Rousseau écrit par exemple au marquis de Mirabeau : « Monsieur, quoi qu'il arrive, ne me parlez plus de votre Despotisme légal. Je ne saurais le goûter ni même l'entendre ; et je ne vois là que deux mots contradictoires, qui réunis ne signifient rien pour moi ». De son côté, Voltaire affirme : « On avait employé dans un grand nombre d’ouvrages des expressions bizarres, comme celles de despotisme légal, pour exprimer le gouvernement d’un souverain absolu qui conformerait toutes ses volontés aux principes démontrés de l’économie politique ». Dans le cadre de l'État limité prôné par les physiocrates le despote légal est supposé n'être que le garant de la propriété privée et de la liberté du commerce, ce qui explique aisément l'aversion d'un Rousseau ou d'un Voltaire à ce despotisme.
Toutefois d'autres philosophes proches des encyclopédistes, notamment Mably et Galiani, ont jugé qu'en pratique, les limites strictes que les physiocrates entendaient fixer au pouvoir politique étaient inconciliables avec son caractère despotique, bien que toutefois celui-ci en reste un, du fait de l'unicité du pouvoir, donc du risque inhérent de l'arbitraire naturel du despote. Le concept est donc bien à lire sous un cadre non-républicain. La chose publique, la res-publica, s'opposant naturellement à ce despotisme légal qui fait de l’État et d'un territoire une propriété privée res-privata. Le mot despotisme est d'ailleurs ici bien choisi, puisqu'il s'agit clairement d'un monarchisme (gouvernement d'un seul) et de surcroît dynastique, soit l'antithèse radicale du républicanisme et de la démocratie.
Néanmoins, puisque ce despote est lui-même soumis à la loi naturelle et que son seul rôle légitime est de faire respecter les droits naturels des individus, cette notion de « despotisme légal » est cohérente avec le concept libéral d'État de droit ou d'État limité (Montesquieu) et très éloigné de l'acception courante du mot « despotisme ».